# Circus der Vampire
Circus der Vampire (Originaltitel: Vampire Circus) ist ein britischer Horrorfilm von Robert Young. Produziert wurde er von der Filmgesellschaft Hammer. Circus der Vampire startete am 30. April 1972 in den britischen und am 23. Juni desselben Jahres in den deutschen Kinos.

## Handlung
In einer kleinen Stadt – in der deutschen Synchronfassung namenlos, im englischen Original trägt der Ort den Namen „Stetl“ – irgendwo in Mittel- oder Osteuropa, etwa gegen Ende des 18. oder zu Beginn des 19. Jahrhunderts. In der Burg des Grafen Mitterhaus verschwinden Kinder. Als die Bewohner sich unter der Führung des Bürgermeisters und des Dorflehrers Albert Müller Zugang verschaffen, entpuppt sich der Graf als Vampir, der gerade ein entführtes Kind zu Tode gebissen hat und Anna Müller, Alberts Frau, die das Kind in die Burg gelockt hat, zum Beischlaf verführt. Es kommt zum Kampf, den Mitterhaus mit übermenschlichen Kräften für sich zu entscheiden droht, bis es Albert gelingt, einen hölzernen Pflock in Mitterhaus’ Rücken zu rammen. Sterbend verflucht der Graf die Bewohner des Dorfes und schwört Rache. Als Anna, die Gespielin des Grafen, mit einem Spießrutenlauf zur Rechenschaft gezogen werden soll, wirft sich ihr Mann Albert schützend vor sie, woraufhin sie in die Burg fliehen kann, die von den Bewohnern in Brand gesteckt wird. Der sterbende Graf sagt ihr, sie solle seinen Cousin im Zirkus der Nacht aufsuchen. Sie entkommt durch einen geheimen Tunnel, bevor die Burg mit Schießpulver gesprengt wird.
Fünfzehn Jahre später leiden die Bewohner des Dorfes unter einer mysteriösen Seuche, die den Arzt des Ortes, Doktor Kersch, vor ein Rätsel stellt. Aus Angst vor Ansteckung haben die Nachbardörfer eine Blockade errichtet, wodurch die Bewohner von der Außenwelt abgeschnitten sind. Unter Einsatz seines Lebens gelingt es Kersch, die Blockade zu durchbrechen, um in der nächsten größeren Stadt Hilfe zu holen. Währenddessen ist es einem Wanderzirkus unter Leitung einer Zigeunerfrau gelungen, in das Dorf vorzudringen. Nachdem der Zirkus zunächst willkommene Ablenkung liefert, verbreitet er schon bald das nackte Grauen. Der Schausteller Emil, der mit dem Zirkus gereist ist, stellt sich als Cousin des Grafen und mächtiger Vampir heraus, der sich in einen schwarzen Panther verwandeln kann. Emil schwört an der Ruhestätte des Grafen, alle, die an dessen Tod beteiligt waren und deren Kinder zu töten.
Als mehr und mehr Einwohner Emil und anderen übernatürlichen Gestalten zum Opfer fallen, flüchten Kerschs Sohn Anton und seine Verlobte Dora, Albert Müllers Tochter, in eine Kapelle, wo es gelingt, einige der Angreifer zu töten. In der Zwischenzeit ist Doktor Kersch mit Soldaten und der Nachricht zurückgekehrt, dass die Zirkusleute auch in anderen Orten Morde begangen haben. Gemeinsam mit Anton, Dora und anderen Bewohnern brennen sie das Zirkuscamp nieder. In den Ruinen der Burg kommt es zum Showdown mit Emil. Als dieser Dora zu töten droht, wirft sich die Zigeunerin dazwischen und stirbt. Durch ihren Tod wandelt sich ihre Gestalt und sie entpuppt sich als Anna Müller, die gemeinsam mit Emil den Tod Mitterhaus’ rächen wollte, jedoch im letzten Moment den nahenden Tod ihrer Tochter Dora nicht ertragen konnte. Albert gelingt es, Emil zu töten, er bezahlt dies jedoch mit seinem eigenen Leben. Als plötzlich der Graf zu neuem Leben erwacht, bringt Anton ihn endgültig zur Strecke. Die Überreste vom Grafen und seinem Cousin Emil werden verbrannt, wodurch der Fluch besiegt wird.

## Kritiken
Circus der Vampire erhielt ein eher gutes Presseecho. So erfasst der US-amerikanische Aggregator Rotten Tomatoes 80 % wohlwollende Besprechungen und ordnet den Film dementsprechend als „Frisch“ ein. Es folgen einige repräsentative Pressestimmen:

„Obwohl der Film nicht so bekannt ist wie Hammers Dracula- und Frankensteinfilmreihen, gehört er zu den ansehnlicheren und intelligenteren Produktionen des Studios […] Er ist weniger ein herkömmliches Monster-Melodrama als vielmehr ein surrealer Trip durch dunkle Phantasiewelten mit Reminiszenzen an Jean Rollins erotische Vampirfilme.“

„Verworrener, stilistisch uneinheitlicher Horrorfilm mit einigen gelungenen, aber auch etlichen blutrünstigen Szenen.“